# نعيم عبد الهادي
نعيم عبد الهادي (1912-1996) سياسي فلسطيني، من أبرز رجالات الحزب الوطني الإشتراكي، ولد في مدينة نابلس، شغل منصب وزير في أكثر من حكومة في المملكة الأردنية الهاشمية، تلقى تعليمه الجامعي في الجامعة الأمريكية في بيروت وتخرج منها سنة 1934 حاصلاً على بكالوريوس في الهندسة المدنية. توفي في عمان في عام 1996. وله جائزه باسمه تقدمها مؤسسة التعاون سنوياً.

## حياته
تلقى تعليمه الإبتدائي والاعدادي وتخرج من كلية النجاح الوطنية، قدم استقالته من عمله أكثر من مرة، استقال من منصب متصرف (محافظ) لواء عجلون (إربد) بسبب رفضه المشاركة في تزوير الإنتخابات النيابية، وفي المرة الثانية استقال من منصب وزير الأشغال العامة بسبب المساعي الأردنية لإقرار حلف بغداد.
أُعتقل مع مجموعة من أعضاء الحزب الاشتراكي الوطني وبعد الإفراج عنه فُرض عليه الإقامة الجبرية في بيته لمدة ثلاثة أشهر، أعتقل بعد ذلك مرة ثانية لمدة شهر في عام 1958.
بعد الافراج عنه انتقل للإقامة في سوريا حتى العام 1961، وأنتقل بعد ذلك إلى مصر حتى العام 1981، ثم عاد إلى عمان ليستقر فيها حتى وفاته.

## مناصبه
شغل عبد الهادي عدة مناصب منها: 
- عمل في دائرة الاشغال العامة (1934- 1937).
- عمل في الإدارة كقائم بأعمال (حاكم إداري) خلال الفترة (1938- 1948).
- متصرف (محافظ) لواء الخليل ومن بعده لواء عجلون (إربد) وبقي متصرفا إلى أن استقال عام 1951.
- رئيس بلدية نابلس لمدة خمس سنوات (1951 – 1955).
- عضو في مجلس النواب الأردني في العام 1956.
- وزيرا للأشغال العامة في حكومة سعيد المفتي.
- عضو في وزارة الاقتصاد الوطني لحكومة السيد سليمان النابلسي حتى العام 1957.